# Federación de Servicios
La Federación de Servicios de UGT (FeS-UGT) es una Federación de la Unión General de Trabajadores que representa a los trabajadores y trabajadoras enclavados en los siguientes sectores: Sector Financiero, Comunicación, Cultura y Artes Gráficas, Limpieza y Servicios a la sociedad, Seguridad Privada y Servicios Auxiliares, Seguros y Oficinas, en todas las Comunidades autónomas y provincias españolas.

## Historia
La FeS-UGT inició su andadura en 1977 bajo las siglas de FEBCA (Federación de Banca, Bolsa CREDITO y Ahorro). En febrero de 1983 se fusiona con FETSO (Federación de Trabajadores de Seguros, Oficinas y Despachos), formando la FEBASO (Federación de Banca, Ahorro, Seguros y Oficinas).
Paralelamente, a principios de los 80 se había formado la CEOV (Federación de Comunicación, Espectáculos y Oficios Varios) como fusión de la Federación de Actividades Diversas y la FIPAG (Federación de Información, Papel y Artes Gráficas). Años después de esta fusión se perdió el sector del Papel, que pasó a formar parte de la FIA (Federación de Industrias Afines).
CEOV y FEBASO se fusionan finalmente en la actual FeS en el Congreso Constituyente celebrado en Barcelona el 1 de octubre de 1993.

## Organización
Tras el último congreso celebrado en Madrid, los días 18 y 19 de junio de 2013, la composición de la Comisión Ejecutiva Federal es la siguiente:
- Secretaría General: José Miguel Villa Antoñana.
- Secretaría de Organización: Francesc Rocasalbas i Corominas.
- Secretaría de Acción Sindical: José Antonio Gracia Guerrero.
- Secretaría de Administración: Gema Alonso Porres.
- Secretaría de Formación: Máximo Fernández Gómez.
- Secretaría Federal: Maricarmen Donate López.
- Secretaría Federal: Gema Mel Esteban.
- Secretaría del Sector Financiero: Sebastián Moreno Rodríguez.
- Secretaría de Comunicación, Cultura y Artes Gráficas: José María García González.
- Secretaría de Limpieza y Servicios a la Sociedad: Rosa María Sampedro Rodríguez.
- Secretaría de Seguridad Privada y Servicios Auxiliares: Sergio Picallo González.
- Secretaría de Seguros y Oficinas: Álvaro Vicioso Alfaro.

## Congresos
- Congreso Constituyente (Barcelona, 1 de octubre de 1993).
- I Congreso Federal Ordinario (Granada, 13, 14 y 15 de junio de 1995): Democracia, sectorialización y eficacia.
- II Congreso Federal (Madrid, 3, 4, 5 y 6 de mayo de 2000): Un proyecto de todos, para todos.
- III Congreso Federal (Albacete, 16, 17, 18 y 19 de junio de 2005): Participación, rigor y compromiso.
- IV Congreso Federal (Salou, 3, 4, 5 y 6 de junio de 2009): El Sindicato para un mundo en cambio.
- V Congreso Federal (Madrid, 18 y 19 de junio de 2013): Frente a la crisis más sindicato.